# Sandro Cois
Sandro Cois (ur. 9 czerwca 1972 w Fossano) – włoski piłkarz występujący najczęściej na pozycji defensywnego pomocnika.

## Kariera klubowa
Sandro Cois zawodową karierę rozpoczynał w 1989 roku w Torino FC. Przez 5 sezonów spędzonych w ekipie „Granata” nie udało mu się wywalczyć miejsca w podstawowym składzie i łącznie rozegrał 44 ligowe spotkania. W sezonie 1992/1993 zdobył Puchar Włoch. Latem 1994 roku Cois przeniósł się do Fiorentiny. Na Stadio Artemio Franchi spędził 8 lat, w trakcie których wystąpił w 175 pojedynkach. Obok Manuela Rui Costy i Domenico Morfeo pod koniec XX wieku należał do ulubieńców kibiców „Fioletowych”. W 1994 roku wywalczył Puchar Włoch, a w 1996 roku zdobył Superpuchar Włoch. W sezonie 2000/2001 Włoch ponownie sięgnął po krajowy puchar.
W 2002 roku Cois postanowił zmienić klub i podpisał kontrakt z drugoligową Sampdorią. Jeszcze w styczniu 2003 roku trafił jednak do Piacenzy Calcio, w barwach której zakończył piłkarską karierę.

## Kariera reprezentacyjna
W reprezentacji Włoch Cois zadebiutował 28 stycznia 1998 roku w zwycięskim 3:0 meczu ze Słowacją. W tym samym roku znalazł się w kadrze Włochów na Mistrzostwa Świata 1998, na których „Squadra Azzura” dotarła do ćwierćfinału. Cois na turnieju tym nie wystąpił w żadnym ze spotkań, a łącznie dla drużyny narodowej zanotował 3 występy.